# Corydalis dobrogensis
Corydalis dobrogensis är en vallmoväxtart som beskrevs av Prod.. Corydalis dobrogensis ingår i släktet nunneörter, och familjen vallmoväxter. Inga underarter finns listade i Catalogue of Life.